# ترنی
تِرْنی یکی از شهرهای باستانی ایتالیا و مرکز استان ترانی اومبریا در محدوده مرکزی این کشور است. این شهر در دشت نرا قرار گرفته‌است.
ترنی در ۲۹ کیلومتری جنوب اسپولتو ، ۳۶ کیلومتری شمال غرب ریتی و ۱۰۴ کیلومتری شمال رم واقع شده‌است.
ترنی از قرن نوزدهم و به‌واسطهٔ کارخانه‌های فولادسازی برپا شده در آن به سرعت رو به رشد رفته و در جنگ جهانی دوم به‌خاطر وجود همین کارخانه‌ها مورد هجوم هوایی و بمباران قرار گرفت.
ترنی به اعتقاد برخی ایتالیایی‌ها زادگاه سن والنتین بوده و برای همین به شهر عشاق نیز معروف است.